# خالد مشرف
خالد مشرف (بنگالی: খালেদ মোশাররফ؛ ۱ نوامبر ۱۹۳۷ – ۷ نوامبر ۱۹۷۵) فرد نظامی اهل بنگلادش بود.
وی فرمانده بخش ۲ نیروهای بنگلادش و فرمانده تیپ نیروی K در طول جنگ بنگلادش برای استقلال بود. به او به خاطر شرکت در طول جنگ جایزه اوتام(Bir Uttom) اهدا شد. اگر چه او در درگیری‌های جنگ مورد اصابت گلوله قرار گرفت و مجروح شد اما وی به ریاست بخش نیروهای بنگلادشی ادامه داد.

## کودتا
در ۳ نوامبر ۱۹۷۵، مشرف، کودتا علیه دولت شیخ مجیب‌الرحمن پایه‌گذار کشور مستقل بنگلادش را پیش برد، اما در جریان قیام نظامی ضد کودتا در تاریخ ۷ نوامبر، خودش سرنگون و ترور شد.